# حلزون‌ها زیر باران
حلزونها در باران (عبری: שבלולים בגשם‎ Shablulim BaGeshem) فیلمی درام اسرائیلی ساخته شده در سال ۲۰۱۳ است. داستان این فیلم در دهه ۱۹۸۰، حول محور شخصی به نام بواز می‌چرخد، دانشجویی که نامه‌های عاشقانه ای از مردی ناشناس دریافت می‌کند، که هویت جنسی او را تحت شعاع قرار می‌دهد و پایداری رابطه اش با دوست دخترش را تهدید می‌کند.

## تولید

### بازیگران
حلزونها در باران را یاریو موزر کارگردانی کرده‌است. او برای درک بهتر چالش‌های پیش روی بازیگران، تصمیم گرفت با بازی در نقش استاد ریچلین، خود در این فیلم بازی کند. وی برای آمادگی این نقش تخت تعلیم مربی بازیگری روت دیتچ بود. موزر توضیح داد، "من او را انتخاب کردم [پروفسور. ریچلین] زیرا داستان او بیشتر شبیه به شخصیت من است. من بیشتر شبیه او احساس می‌کنم و می‌توانم خودم را با او را تطبیق دهد. "

### فیلمبرداری
موزر و فیلمبردار این فیلم، شهار ریزنیک با الهام از تام فورددر فیلم یک مرد تنها، تصمیم به فیلمبرداری با سبک F مستند با دوربین F3 سونی گرفتند، یک دوربین قدیمیکه به خاطر ابرحسگر ۳۵ خود و برخورداری عالی از نکات برجسته و دگرنامی معروف است. موزر و رزنیک درصدد استفاده از نور و رنگ در نمایی اصیل اما قدیمی بودند.

### تم اصلی
حلزونها در باران پس زمینه ای با موضوع همجنسگرایانه دارد که بر پایه داستانی کوتاه ساخته شده‌است. موزر خاطرنشان می‌کند: "من تحت تاثیر داستان قرار گرفتم." "پیدا کردن ادبیات همجنسگرا در تل آویو بسیار سخت بود. در حقیقت، در بعضی از نقاط هنوز هم بسیار بحث برانگیز است. "